# Lazarus Fuchs
Lazarus Immanuel Fuchs, född 5 maj 1833 i Moschin, Posen, död 28 april 1902 i Berlin, var en tysk matematiker.
Fuchs vistades under en stor del av sin studietid som informator för den nästan jämnårige, senare berömde matematikern Leo Koenigsberger i dennes föräldrahem och blev sedan jämte Koenigsberger Karl Weierstrass lärjunge vid universitetet i Berlin. Fuchs utnämndes till extra ordinarie professor i Berlin 1866, professor i Greifswald 1869, i Göttingen 1874, i Heidelberg 1875 och åter i Berlin 1884. Han var ledamot av Vetenskapssocieteten i Uppsala från 1892 och invaldes 1898 som utländsk ledamot av Kungliga Vetenskapsakademien.
Fuchs utgivna arbeten tillhör huvudsakligen teorin för differentialekvationer. Inom teorin för de så kallade linjära differentialekvationerna har de varit av epokgörande betydelse och bilda grundvalen för nästan alla senare arbeten på detta område. Han har däri i anslutning till en föreläsning av Weierstrass på funktionsteoretisk grundval genomfört studiet av integralernas singulära ställen, vilka för den ifrågavarande klassen av ekvationer har den viktiga egenskapen att vara oberoende av integrationskonstanterna och således bero endast av den givna ekvationens koefficienter. Denna och andra de viktigaste egenskaperna hos de linjära differentialekvationerna var dock redan flera år tidigare kända av Weierstrass, som efterlämnat två fundamentala arbeten häröver, samt även av Bernhard Riemann. 
Bland hans många övriga arbeten kan nämnas undersökningen om villkoren för att integralen till en icke-linjär differentialekvation skall ha fixa singulära ställen. Efter Kronecker redigerade Fuchs från 1891 till sin död Journal für die reine und angewandte Mathematik.